# Robert Kenedy Nunes do Nascimento
Robert Kenedy Nunes do Nascimento (Santa Rita do Sapucaí, Minas Gerais, Brasil, 8 de febrer de 1996), conegut com a Kenedy, és un futbolista brasiler que juga com a migcampista al Reial Valladolid.

## Trajectòria

### Fluminense
Va debutar com a professional el 28 de juliol de 2013, en un partit contra el Grêmio en la jornada 9 de la Sèrie A, va ingressar al minut 81 per Wágner en un partit que va perdre per 2 a 0.
A nivell internacional, el seu primer partit va ser el 3 de setembre de 2014, en el partit d'anada de la segona ronda de la Copa Sud-americana, contra Goiás, va jugar tot el segon temps i van perdre 1 a 0. En el partit de tornada no va ser convocat i van guanyar 2 a 1, per la qual cosa van quedar eliminats de la competició.
Va començar jugant com a centre davanter, posició que posteriorment canviaria a la seva actual posició de migcampista.

### Chelsea
Va debutar amb el conjunt anglès el 28 de juliol de 2015, va ser en un amistós contra el FC Barcelona, va jugar com a titular i va ser substituït pel seu compatriota Willian, van empatar 2 a 2, van anar a penals i van guanyar 4 a 2.
El seu debut oficial va ser el 29 d'agost contra el Crystal Palace FC a la quarta jornada de la Premier League, va ingressar al minut 68 per Azpilicueta però van perdre 2 a 1.
El 29 de setembre va jugar el seu primer partit a la Lliga de Campions, va estar present en els minuts finals contra el FC Porto a l'Estadi do Dragão davant més de 46 000 espectadors, però van perdre 2 a 1, en partit de la fase de grups.
A la tercera ronda de la Copa de la Lliga, va ser titular contra el Walsall FC, Kenedy va mostrar un bon nivell i als 10 minuts va donar una assistència a Ramires, que amb un cop de cap va obrir el marcador del partit, després al minut 52 va marcar el seu primer gol amb el Chelsea, finalment van guanyar 4 a 1.
L'1 d'abril del 2016, va marcar el seu primer gol a la Premier League, va ser al minut de començar contra el Norwich City, finalment van guanyar 2 a 1.
En la seva primera temporada amb el club, va tenir una participació irregular, va disputar 14 partits a Premier, 4 com a titular i va marcar un gol, a les copes nacionals va sumar 4 partits jugats i un gol convertit, mentre que a nivell internacional va estar present en 2 partits .
Per la temporada 2016-17 va assumir Antonio Conte com a entrenador, Kenedy va realitzar la pretemporada amb els seus companys però abans de començar els partits oficials li van comunicar que no seria considerat, per la qual cosa va haver de marxar cedit.

#### Cessions
El 29 d'agost del 2016 va ser cedit al Watford FC per tota la temporada.
Va debutar amb el seu nou club el 26 de setembre, jugant els minuts finals contra el Burnley FC i van perdre 2 a 0.
El 23 de gener va anar al Newcastle United FC en forma de préstec.
El 2 de setembre del 2019 es va fer oficial la seva arribada al Getafe Club de Futbol de la Primera Divisió espanyola per una temporada. Encara que aquesta es va allargar com a conseqüència de la pandèmia de malaltia per coronavirus, va tornar al conjunt londinenc en la data prevista. Al setembre de 2020 es va fer oficial la seva tornada a Espanya per jugar al Granada CF durant la temporada 2020-21.
Després del seu periple per Espanya, a l'agost de 2021 va tornar al futbol del seu país per jugar al CR Flamengo durant un any, encara que al gener de 2022 es va cancel·lar la cessió i va tornar a Londres.

## Internacional
Kenedy ha estat part de la selecció del Brasil en les categories sub-17, sub-20 i sub-23.
Va ser convocat per jugar el Sud-americà Sub-17 de 2013, ho va fer com a davanter, va convertir 6 gols i la seva selecció va quedar tercera, cosa que li va permetre classificar-se pel Mundial Sub-17 del mateix any; va ser part de la convocatòria mundialista però el Brasil va quedar eliminat en quarts de final per penals contra Mèxic.
La seva següent participació oficial va ser al Campionat Sud-americà Sub-20 del 2015, a l'Uruguai, va jugar 7 partits i va marcar un gol.
Va estar convocat amb la selecció sub-23 en alguns partits, però finalment no va quedar en el planter definitiu dels Jocs Olímpics de 2016.